# Che fantastica storia è la vita
Che fantastica storia è la vita è il quindicesimo album in studio del cantautore Antonello Venditti, che segna il suo ritorno sulle scene con un lavoro inedito dopo quattro anni. L'album, pubblicato il 22 settembre 2003, contiene i singoli estratti Che fantastica storia è la vita, quello di maggiore successo dell'intero album, e Lacrime di pioggia.

## Il disco
Nell'album, di genere piano rock, è presente un duetto con Francesco de Gregori.

## Successo commerciale
L'album riscosse un buon successo raggiungendo anche la vetta delle classifiche di vendita in Italia (200 000 copie). 

## Riconoscimenti
Per quest'album l'artista romano ritirò ad Aulla (MS), nel mese di luglio, il Premio Lunezia per le qualità musical-letterarie, conferimento nato e presieduto con Fernanda Pivano.

## Tracce
1. Che fantastica storia è la vita – 5:57 (Antonello Venditti, Maurizio Fabrizio)
2. Io e mio fratello – 4:05 (Francesco De Gregori, Antonello Venditti)
3. Lacrime di pioggia – 3:57 (Antonello Venditti)
4. Non c'è male – 3:55 (Tiziano Toniutti)
5. Con che cuore – 4:15 (Antonello Venditti, Maurizio Fabrizio e Vincenzo Incenzo)
6. Estate Rubino – 4:10 (Antonello Venditti, Danilo Cherni e Vincenzo Incenzo)
7. Ruba – 3:43 (Antonello Venditti)
8. Il sosia – 3:41 (Antonello Venditti)
9. Che fantastica storia è la vita (extended version) – 8:26 (Antonello Venditti, Maurizio Fabrizio)

## Formazione
- Antonello Venditti – voce e pianoforte
- Alessandro Canini – batteria
- Toti Panzanelli – basso, chitarra solista, chitarra acustica ed elettrica
- Danilo Cherni, Marco Colucci – tastiera e organo Hammond
- Maurizio Perfetto – chitarra elettrica
- Fabio Pignatelli – basso, programmazione, organo Hammond, batteria e percussioni
- Derek Wilson – batteria e basso
- Mario Schilirò – chitarra acustica ed elettrica
- Maurizio Fabrizio – pianoforte
- Alessandro Colombini – sequencer
- Bruno Zucchetti – tastiera, cori e sintetizzatore
- Enrico Cremonesi – batteria elettronica
- Demo Morselli, Settimo Savioli, Paki Panunzio – tromba
- Ambrogio Frigerio, Dino Gnassi – trombone
- Gato Barbieri, Umberto Gnassi, Massimo Zagonari – sax

## Classifiche

### Classifiche settimanali
| Classifica (2003) | Posizione massima |
| ----------------- | ----------------- |
| Italia            | 1                 |
| Svizzera          | 77                |

### Classifiche di fine anno
| Classifica (2003) | Posizione |
| ----------------- | --------- |
| Italia            | 21        |
| Classifica (2004) | Posizione |
| Italia            | 63        |